# Idjeur
Idjeur (en kabyle : At Yeǧǧeṛ) est une commune de la wilaya de Tizi Ouzou en Algérie.

## Géographie

### Relief
Le territoire de la commune d’Idjeur s’inscrit dans le massif montagneux de l’Akfadou, culminant à plus de 1 600 mètres d’altitude . Ce relief accidenté contribue à la beauté naturelle de la région et influence son climat ainsi que ses activités économiques.

### Localisation
Située à environ 60 kilomètres à l’est de Tizi-Ouzou , Idjeur occupe une position stratégique au cœur de la Kabylie.
La commune est bordée :
- Au Nord par Adekar (wilaya de Bejaia) ;
- À l'Est par Akfadou et Chemini (wilaya de Bejaia)
- Au Sud, par la commune de Bouzeguene ;
- À l'Ouest, par la commune d'Ifigha ;
- Au Nord-Ouest, par la commune de Yakouren ;

| Yakouren | Adekar (wilaya de Bejaia) |                                     |
| Ifigha   | Idjeur                    | Akfadou, Chemini (wilaya de Bejaia) |
|          | Bouzeguene                |                                     |

### Villages de la commune
La commune d'Idjeur est composée de sept villages :
- Aït Aïcha (At Ɛica)
- Bouaouane (Buɛawen)
- Ighil Boukiassa(Iɣil Bu Kyasa)
- Ighraiene (Iɣrayen), fait partie du Âarch At Yedjar
- Iguersafène (Agarsafen), chef-lieu de la commune
- Mehaga (Mḥagga)
- Tifrit n'ath Oumalek (Tifrit n at Umalek) siège d'une zaouïa.

## Histoire
La commune d’Idjeur a été officiellement créée dans le cadre du nouveau découpage administratif de l’Algérie, mis en place par la Loi n° 84-09 du 4 février 1984, relative à l’organisation territoriale du pays. Ce texte juridique a profondément redessiné la carte administrative du pays, notamment en portant le nombre de wilayas de 31 à 48 , et en subdivisant certaines grandes communes en unités plus petites pour un meilleur encadrement territorial et une gestion plus efficace des moyens locaux.
C’est donc dans ce contexte réformiste et organisationnel que la commune d’Idjeur a vu le jour en 1986 , en tant qu’une des nouvelles communes issues de la scission de la grande commune de Bouzeguène , elle-même rattachée auparavant à la commune d’Azazga. Cette dernière était, avant le découpage, l'une des principales communes de la région kabylie, regroupant un grand nombre de villages aujourd’hui organisés en plusieurs entités communales distinctes.

Grâce à cette réforme, a pu bénéficier d’une certaine autonomie administrative et mettre en place ses propres structures locales de gestion.

## Culture et centre d’intérêt
La commune d’Idjeur dispose d’un tissu associatif dynamique, composé de dizaines d’associations culturelles, éducatives et religieuses. Chaque village compte entre une et quatre associations, actives dans divers domaines. Ainsi, le village d’Igersafene abrite une association culturelle, une association environnementale, une dédiée aux femmes, ainsi qu’une association appelée "Akhewan", qui s’occupe des chants coraniques lors des décès et des fêtes religieuses.
Tifrit n'Ath Oumalek est un des villages de la commune. il est surtout connu et réputé pour son saint, Sidi M'hand Oumalek qui s’y est établi à la fin du XVe siècle. Sa zaouïa fut fondée entre 1467 et 1496, selon les sources. Le village reste un haut lieu de visite et de pèlerinage annuel à l'occasion de différentes dates commémoratives ou fêtes religieuses[Lesquelles ?]. Sa communauté est composée d'environ 2 000 habitants répartis sur au moins dix-sept clans (Adrum, Iderma).
Les jeunes de Tifrit n'Ath Oumalek ont fondé leur association culturelle dénommée Assirem « Tiddukla Tadelsant Assirem ». Elle a été créée au début des années 1990. Cette dernière est un espace de rencontre pour l’ensemble des catégories de la société. Elle dispose de plusieurs commissions, dont la commission scientifique est la plus active.

## Économie
La commune d’Idjeur ne dispose pas d’une autonomie financière réelle, car ses seules ressources proviennent des subventions et des budgets alloués par la wilaya de Tizi Ouzou. Aucune source de revenus propre à la commune n’est actuellement exploitée de manière efficace, ce qui limite considérablement sa capacité d’action sur le terrain.
Pourtant, Idjeur compte plusieurs dizaines d’artisans et de commerçants exerçant dans divers domaines tels que le commerce alimentaire, la construction, la menuiserie (bois et aluminium), la serrurerie, la carrosserie, la mécanique, l’élevage, la coiffure, entre autres, ces derniers ne contribuent pas au budget communal, que ce soit par des taxes ou des redevances, ce qui représente un manque à gagner important pour le développement local.
En dépit de ses moyens limités, la commune assure, avec ses propres ressources, la distribution d’eau potable au chef-lieu. Cette prestation concerne notamment les principaux bâtiments publics tels que le collège, le lycée, les centres sociaux, le siège de la commune, la bibliothèque, le siege des gardes forestiers ainsi que le bureau de poste. Cette fourniture est assurée à des prix symboliques, illustrant l’engagement de la commune à soutenir les services publics locaux malgré les contraintes financières.

## Éducation
- École primaire du village Mhagga , nommé à l'honneur du Chahid Messad Arab[5]
- École primaire  du village Iguersafene, nommé à l'honneur du Chahid Kessouar Mohand Ourabah
- École primaire du village Aït Aïcha, nommé à l'honneur du Chahid Hadjem Lounis
- École primaire  du village Igheraien, nommé à l'honneur du Chahid Bellir Saïd
- École primaire  du village Bouaoune, nommé à l'honneur du Chahid boudjennah Arab
- École primaire  du village Tifrit, nommé à l'honneur du Chahid Charef
- École primaire  du village Ighil Boukaissa , nommé à l'honneur du Chahid Saït Ahmed
- Collège d'enseignement moyen (CEM) Iguersafene, nommé en l'honneur du Chahid Chellah Mohand.
- Collège d'enseignement moyen (CEM) Tifrit, nommé en l'honneur du Chahid Chikhi Abderhmane.
- Lycee, nommé en l'honneur du Chahid Kessal Ahmed [6]
- Bibliothèque communale

## Environnement et Propreté
Au cœur de la forêt d'Akfadou, les sept villages de la commune sont animés par une saine concurrence et une volonté commune de défendre l'environnement et la propreté. Tous aspirent à la première place et à maintenir une image irréprochable de leur région. C'est dans cet esprit que chaque village se démène pour apparaître et remporter le prestigieux concours "Aïssat-Rabah", désignant le village le plus propre et le plus beau de la wilaya de Tizi Ouzou.
L'engagement des habitants se manifeste concrètement par l'installation de déchèteries sélectives, favorisant ainsi le tri et la réduction des déchets. De plus, chaque saison estivale, les villageois se mobilisent pour le nettoyage rigoureux des alentours de leurs villages, une action cruciale pour combattre les feux de forêt et protéger ce patrimoine naturel exceptionnel.
Plusieurs villages de la région se sont déjà distingués avec succès :
- Le village d'Iguersafene a brillamment décroché la première place en 2014.
- Le village de Bouaoune a obtenu une belle 3e place en 2016.
- Le village de Mhagga s'est classé 4e en 2017.

La course à l'excellence continue sans relâche, et les villages d'Igheraien et d'Aït Aïcha se préparent activement, espérant à leur tour remporter le trophée du plus beau et du plus propre village de Kabylie. Cet engagement collectif témoigne de la volonté des habitants de préserver et d'embellir leur cadre de vie exceptionnel, niché aux abords de la forêt d'Akfadou.

## Liste des présidents de l'APC
- MESSAOUDENE Lounis
- SAHED Idir
- Secrétaire général
- Amezal Omar
- RAAB Lakhedar
- HADJEM  Djamal
- RAAB Lakhedar (en cours 2025)

## Personnalités connues de la commune
- CHELLAH Mohand: Un moudjahide de la révolution (CEM Idjeur & Centre Culturel de Bouzeguene porte son nom)
- VOFOKUST (Le Manchot): Un Bandit d'honneur pendant la colonisation, exilé
- Kaci Abderrahmane: Un grand chanteur Kabyle
- SACI Brahim: Chanteur Kabyle
- RAAB Slimane : Un jeune homme assassiné pendant le printemps noir en 2001
- Afrozaf groupe de musique
- SIDI M'Hand Oumalek: Un Ouali ( saint ) du village tifrit Aït Oumalek qui porte le nom du village
- Farhah Karim: Artiste et Peintre
- Salmi Samir: Artiste, Peintre et Sculpteur
- Raab Lyes: : Artiste et Peintre
- Pr. El-Mouhoub Mouhoud : professeur d'économie, président de l'Université Paris Sciences et Lettres (PSL)
- Pr. Messaoudene Mohand Oussalah[7]: Universitaire et chercheur
- Pr. Kessal Salem: Universitaire et chercheur